# Stephens (Arkansas)
Stephens é uma cidade localizada no estado americano de Arkansas, no Condado de Ouachita.

## Demografia
Segundo o censo americano de 2000, a sua população era de 1152 habitantes.
Em 2006, foi estimada uma população de 1050, um decréscimo de 102 (-8.9%).

## Geografia
De acordo com o United States Census Bureau, a localidade tem uma área de 7,1 km², sem área coberta por água. Stephens localiza-se a aproximadamente 76 m acima do nível do mar.

## Localidades na vizinhança
O diagrama seguinte representa as localidades num raio de 32 km ao redor de Stephens.